# Pivovar Třeboň
Pivovar Třeboň je pivovar prodávající pivo pod obchodní značkou Bohemia Regent. Nachází se v historickém jádru města Třeboň. Spadá do části Třeboň I. Má několik set let starou tradici.

## Historie

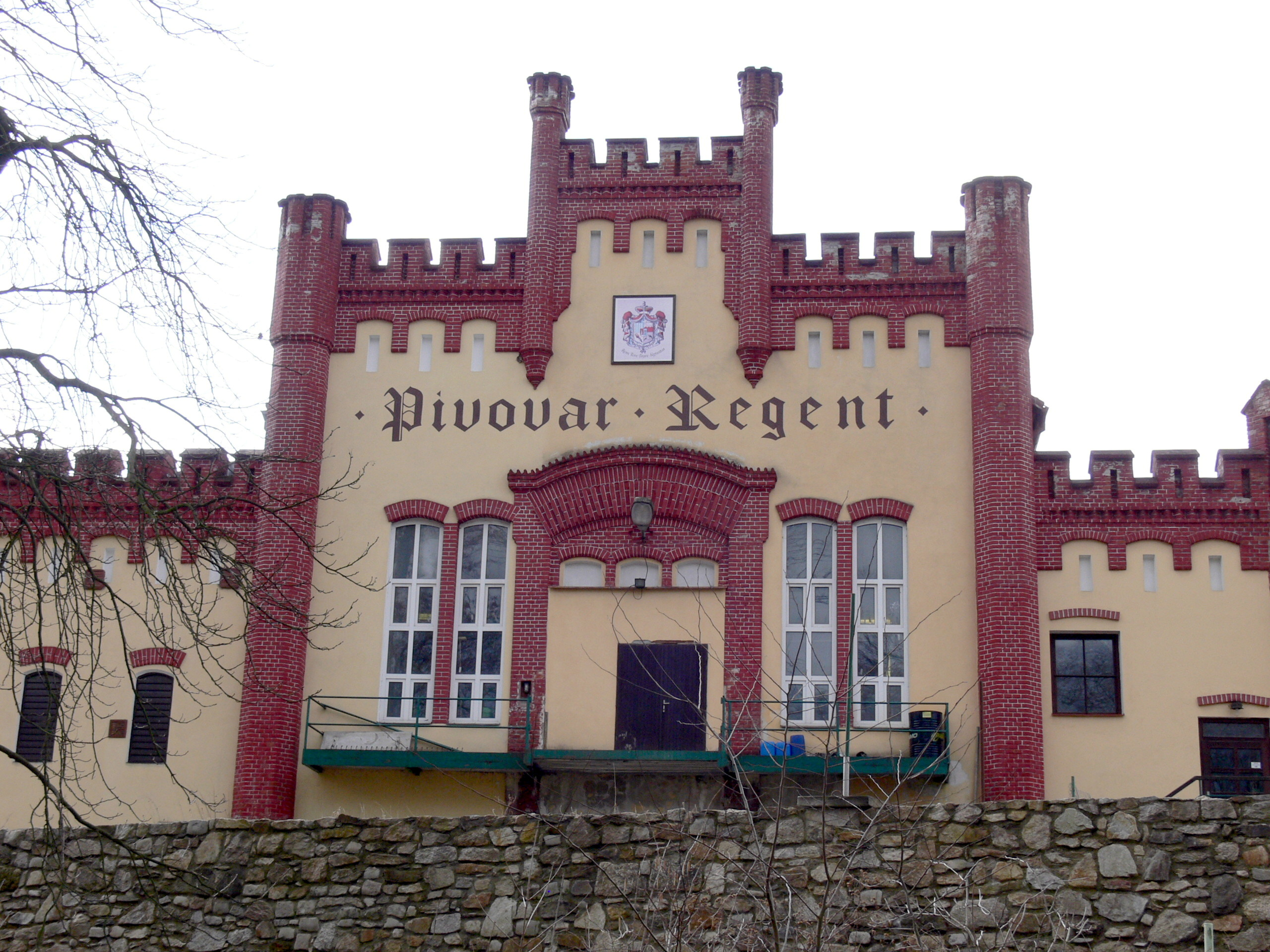
Průčelí jedné z budov pivovaru

Pivovar Třeboň byl založen v roce 1379. Nejprve sídlil v tzv. Ruthardovském domě, než byl přemístěn do současné polohy. V 15. století byl jedním ze tří třeboňských pivovarů. Na tvorbě budovy později se podíleli italští stavební mistři, bratři de Maggi, vídeňský Carlo Martinelli a pražský stavitel Paolo Ignác Bayer.
V průběhu středověku rostla jeho dobrá pověst a po roce 1698 se již ve vlastnictví knížete Schwarzenberga přestěhoval do bývalé rožmberské zbrojnice s vchodem z Trocnovského náměstí.
Pivovar byl nesčetněkrát přestavován vzhledem k četným požárům, které původní budovu několikrát zničily (např. v roce 1781). do současné podoby se uskutečnila ve druhé polovině 19. století. Na začátku dalšího století už má sklady nejen v Čechách, ale i například ve Vídni či Lvově.
Obě světové války měly za následek pokles výroby, během druhé světové války byla výroba zcela zastavena a obnovena až po roce 1945. V té době také pivovar přechází z vlastnictví Schwarzenbergů pod Jihočeské pivovary se sídlem v Českých Budějovicích, kde zůstává do konce roku 1988 až na období 1953–1955, kdy byl součástí n.p. Třeboňské pivovary spolu se závody Tábor a Jindřichův Hradec. Tehdy pivovar získává státní podnik Pivovary České Budějovice a po privatizaci roku 1992 se pivovar stává součástí a.s. Jihočeské pivovary. V srpnu 2000 pak pivovar koupila akciová společnost Bohemia Regent.
V roce 2013 byla na nádvoří knížecího pivovaru obnovena rozměrná kamenná „pivní kašna“ s výčepními kohouty na barokní kružbě a velkou piniovou (či chmelovou) kamennou šiškou na centrálním sloupu.
Od 1. ledna 2021 převzala výrobu piva značky Regent nástupnická společnost Bohemia Regent spol. s. r. o.

## Druhy piva

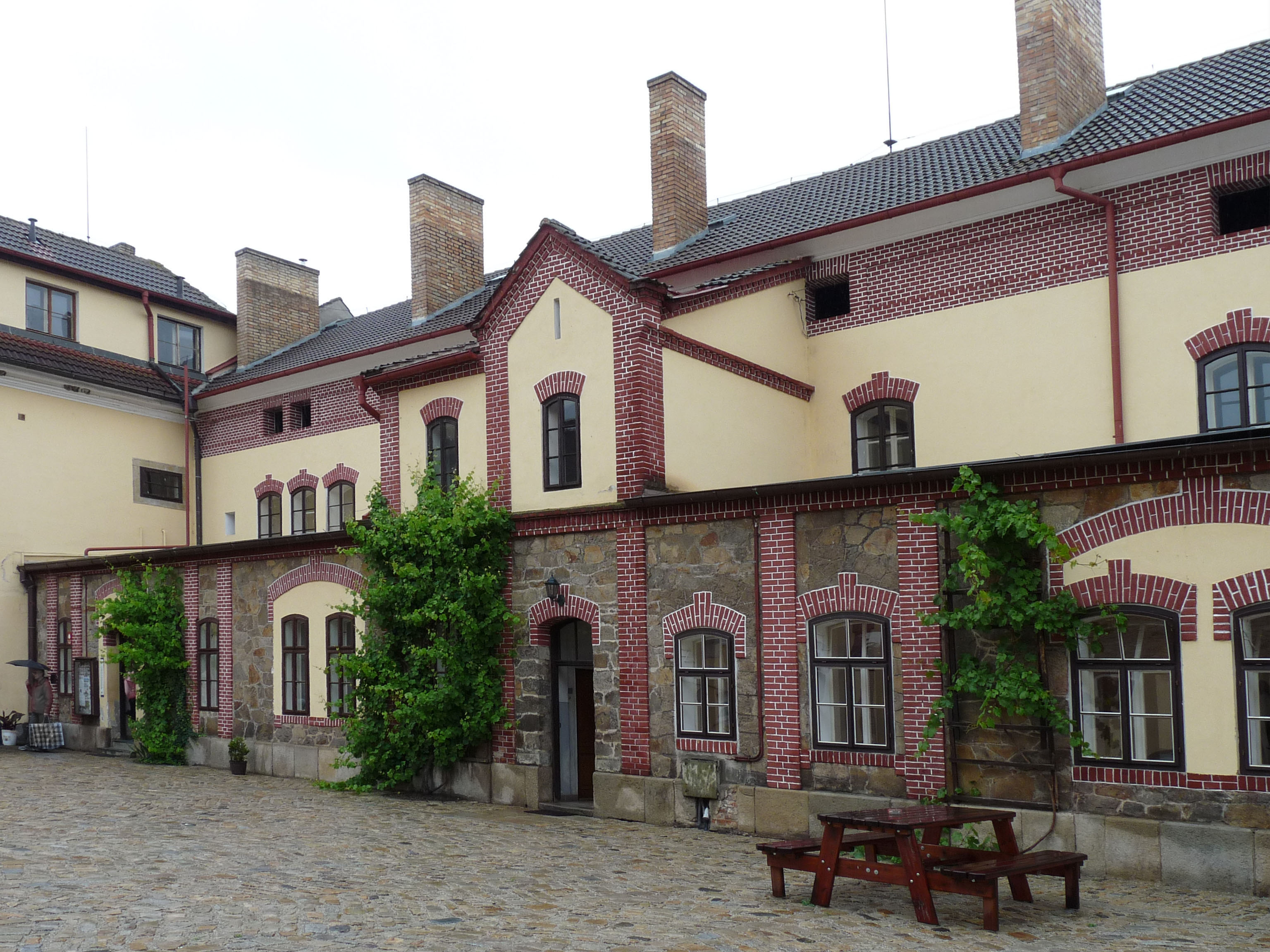
Jedna z budov na hlavním dvoře

Piva se vyrábí cca 80 000 hl ročně pod značkou Regent. Obchodní název pivovaru Regent je odvozen z historické postavy rytíře Jakuba Krčína z Jelčan (1533-1604), který byl zpočátku rožmberským úředníkem a později regentem rozsáhlého majetku pana Viléma z Rožmberka.
Pivo se vaří jak tradiční technologií s využitím spilky v areálu pivovaru, tak moderním způsobem, který podstatně zkracuje výrobní cyklus. K výrobě se používá výhradně přírodních surovin.[zdroj?] Pivovar nabízí následující druhy piva:
- Světlé výčepní –  alkohol 3,9 % obj.
- Třeboňské pivo světlé výčepní –  alkohol 4,6 % obj.
- Premium světlý ležák –  alkohol 5,0 % obj.
- Premium tmavý ležák - alkohol 4,7 % obj.
- Prezident –  alkohol 6,0 % obj.
- Polotmavé pivo Petra Voka –   alkohol 5,3 % obj.
- Český granát – organické žitné bio pivo, alkohol 4,3 % obj.
- Kníže –  alkohol 7,2 % obj.
- Escobeer IPA – ovesné pivo, alkohol 5,6% obj.
- Lady Vanilla –  alkohol 4,7 % obj.
- Jarní zelené pivo s Třeboňskou Chlorellou – zelený velikonoční ležák, alkohol 5 % obj.
- Renegát nealko pivo - alkohol max. 0,5 % obj.
- Regent Lemon free - nealko pivo s citrónovou esencí, alkohol max.0,5 % obj.
- Regent cola - nealkoholický kolový nápoj.

Jednotlivé druhy piva se úspěšně účastnily pivních soutěží – získaly např. tituly „Zlatá pivní pečeť 2006“ 1. místo v kategorii „Speciální pivo světlé“, „Zlatá pivní pečeť 2006“ 1. místo v absolutní kategorii „Cena Velké poroty“", 2. místo v kategorii „Světlé výčepní pivo“ v soutěži „Pivo ČR 2007“ České Budějovice nebo 3. místo v kategorii „Nealkoholické pivo“ Dočesná 2007 Žatec.
Pivovar Regent spolupracuje se britským pivovarem JW Lees z Manchesteru, který je výhradním distributorem sudového piva Regent.

### Již nevyráběné druhy
- Světlé výčepní – alkohol 2,7 % obj. (dřívější Osmička)

## Další činnost

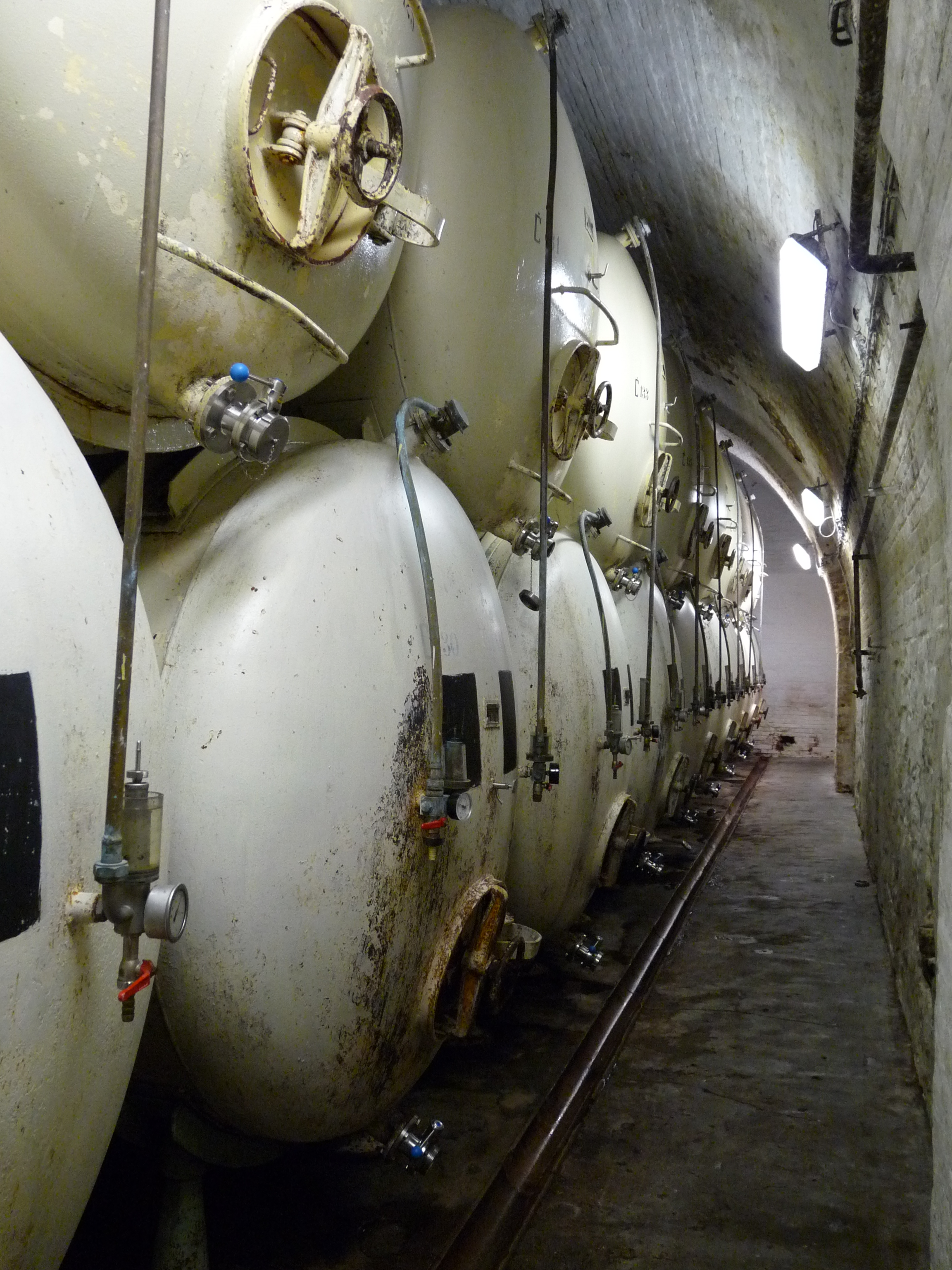
Ležákové tanky, kde pivo zraje až 75 dní

U vstupní brány do areálu pivovaru se nachází maloobchodní pivovarská prodejna, kde se kromě piv Bohemia Regent také prodávají reklamní předměty a alkoholické nápoje firmy Fruko Schulz Jindřichův Hradec.
Na nádvoří pivovaru stojí Pivovarská pivnice, kde lze kromě běžně prodávaných druhů piva ochutnat i jinde těžko dostupné kvasnicové pivo. Příjemné posezení je i pod klenbami v podloubí hlavní brány s výhledem do Trocnovského náměstí, k Novohradské bráně a vstupní bráně k "Šupině", psí kuchyni a zámku.
Ze vstupní brány Knížecího pivovaru je vchod do pivovarské restaurace a Schwarzenberského sklípku. V létě je v provozu i restaurace na terase s hudbou, s výhledem na městské opevnění a hráz rybníka Svět.
U pivovaru má stanici okružní vyhlídkový "Třeboňský vláček", spojující obě třeboňské lázně, přes Masarykovo náměstí a Schwarzenberskou hrobku.
Do pivovaru lze po objednávce přijít na prohlídku s průvodcem a ochutnávkou piva. Zrekonstruovanou sladovnu si lze pronajmout pro pořádání večírků či společenských akcí, pivovar také nabízí krátkodobé zapůjčování chladicích a výčepních zařízení.
V rekreační oblasti Chlumu u Třeboně pivovar provozuje ubytovací zařízení s více než 200 lůžky, restaurací a sportovním areálem.